# ISO 3166-2:GQ
ISO 3166-2:GQ é a entrada para a Guiné Equatorial no ISO 3166-2, parte do ISO 3166 padrão publicado pela Organização Internacional para Padronização (ISO), que define códigos para os nomes das principais subdivisões (por exemplo, províncias ou estados) de todos os países codificados no ISO 3166-1.
Atualmente, para a Guiné Equatorial, os códigos ISO 3166-2 são definidos para dois níveis de subdivisões:
- 2 regiões (ou seja, a Região Continental e a Região Insular)
- 8 províncias

Cada código consiste em duas partes, separadas por um hífen. A primeira parte é GQ, o código ISO 3166-1 alfa-2 da Guiné Equatorial. A segunda parte é uma das seguintes:
- uma letra: regiões
- duas letras: províncias

## Códigos atuais
Os nomes das subdivisões são listados conforme o padrão ISO 3166-2 publicado pela Agência de Manutenção ISO 3166 (ISO 3166/MA).
Os códigos ISO 639-1 são usados para representar os nomes das subdivisões nos seguintes idiomas administrativos:
- (es): espanhol
- (fr): francês
- (pt): português

Clique no botão no cabeçalho para classificar cada coluna.

### Regiões
| Código | Nome da Subdivisão (es) | Nome da Subdivisão (fr) | Nome da Subdivisão (pt) | Nome da Subdivisão (en) |
| ------ | ----------------------- | ----------------------- | ----------------------- | ----------------------- |
| GQ-C   | Región Continental      | Région Continentale     | Região Continental      | Continental             |
| GQ-I   | Región Insular          | Région Insulaire        | Região Insular          | Insular                 |

### Províncias
| Código | Nome da Subdivisão (es) | Nome da Subdivisão (fr) | Nome da Subdivisão (pt) | Nome da Subdivisão (en) | Região |
| ------ | ----------------------- | ----------------------- | ----------------------- | ----------------------- | ------ |
| GQ-AN  | Annobón                 | Annobon                 | Ano Bom                 | Annobon                 | I      |
| GQ-BN  | Bioko Norte             | Bioko Nord              | Bioko Norte             | Norte de Bioko          | I      |
| GQ-BS  | Bioko Sur               | Bioko Sud               | Bioko Sul               | Sul de Bioko            | I      |
| GQ-CS  | Centro Sur              | Centro Sud              | Centro Sul              | Centro Sul              | C      |
| GQ-DJ  | Djibloho                | Djibloho                | Djibloho                | Djibloho                | C      |
| GQ-KN  | Kié-Ntem                | Kié-Ntem                | Kié-Ntem                | Kie-Ntem                | C      |
| GQ-LI  | Litoral                 | Littoral                | Litoral                 | Litoral                 | C      |
| GQ-WN  | Wele-Nzas               | Wele-Nzas               | Wele-Nzas               | Wele-Nzas               | C      |

Notas
1. 1 2  Apenas para referência, nome em inglês não incluído no padrão ISO 3166-2.

## Alterações
As seguintes alterações na entrada foram anunciadas em boletins informativos pela ISO 3166/MA desde a primeira publicação do ISO 3166-2 em 1998:
| Boletim                              | Data de emissão                   | Descrição da alteração no boletim informativo                                                                          |
| ------------------------------------ | --------------------------------- | --- |
| Boletim II-3                         | 2011-12-13 (corrigido 2011-12-15) | Ajuste de idioma, correção de erro de digitação, adição de prefixo de primeiro nível e atualização da lista de fontes. |
| Plataforma de Navegação Online (OBP) | 2020-11-24                        | Adição da província GQ-DJ; Atualização da Lista de Fontes                                                              |